# Queri
Queri és el sobrenom amb què va ser conegut el versaire popular català Josep Ferré Prats.

## Biografia
Va néixer a Reus el 1835 i va practicar amb èxit la Literatura de canya i cordill. Era un personatge molt popular. Els seus contemporanis diuen que va ser molt conegut i estimat entre el poble. Andreu de Bofarull ho assegura i Francesc Gras i Elies parla del fervor que li tenia la gent del poble i de que era molt amant de la música i molt aficionat a la lectura. Era paleta d'ofici i admirador de Clavé cosa que el portà a organitzar corals, encara que de manera no sistemàtica: per carnaval o altres festes populars reunia colles per cantar cançons pels carrers i quan s'acostava Pasqua aplegava cantadors de caramelles. Sense cap noció de música, improvisava, i valent-se d'una guitarra elaborava un ritme i li posava la lletra adient. Escrivia romanços populars en català i castellà que van ser molt coneguts a tot Catalunya, sobretot per les edicions que en va fer Joan Grau i Vernis i després el seu fill Joan Grau Gené a "La Fleca", coneguda impremta i llibreria reusenca. Era també aficionat als monòlegs dels que en va escriure uns quants així com obres de teatre i dues sarsueles, musicades per un altre reusenc, Francesc Vidal Roca. El Queri va compondre molts romanços, particularment els de gènere humorístic, amb un vers fàcil i incorrecte i poca vàlua literària, però que van ajudar a mantenir la llengua entre les classes populars, i eren l'única expressió escrita en català que coneixien. El romanç popular acostuma a ser una explicació versificada i de vegades cantada d'un fet extraordinari o d'alguna cosa imaginada normalment extravagant. Queri, en els seus romanços, majoritàriament parla de coses imaginàries, ja que la seva fàcil vena poètica el portava a esplaiar-se en la fantasia. Queri fa tres tipus de romanços: els que són una relació, o sigui una exposició fantasiosa d'un animal excepcional o d'alguna mena de gent. Els romanços de diàlegs com ara entre un pagès i un home de ciutat, o entre pastors, formen un altre tipus. I una tercera modalitat serien les joguines, escrites per a ser representades, i que dupliquen sovint les quatre planes habituals en els romanços. L'escriptor i editor de teatre Millà catalogava aquestes joguines de Queri com a obres teatrals, i li considerava algun romanç més com a monòleg que com a descripció. Va escriure Lo Jaiu de Reus, estrenat el 1861 al Teatre de les Comèdies. Si es compara amb l'obra homònima de Josep Robrenyo del qual n'era admirador, veiem que Queri va fer un romanç, malgrat l'extensió i el nom de "joguina" i Robrenyo va fer una obra teatral. L'obra de teatre més coneguda de Queri va ser el Sainete nou del senyó rectó, ó sia, El casament den Saldoni y la Margarida dividida en quatre parts, de les quals les tres últimes són d'ell. A més dels romanços i les seves incursions en el teatre, Queri va escriure textos amb el nom de "cobles" que havien de ser cantats. Les coses, en aquestes cobles, s'hi diuen pel seu nom, o es vesteixen amb molt poca roba. Ell les anomenà humorístiques, epigramàtiques i tranquil·les i deia que tenien molta sal i pebre. Va morir el 1906

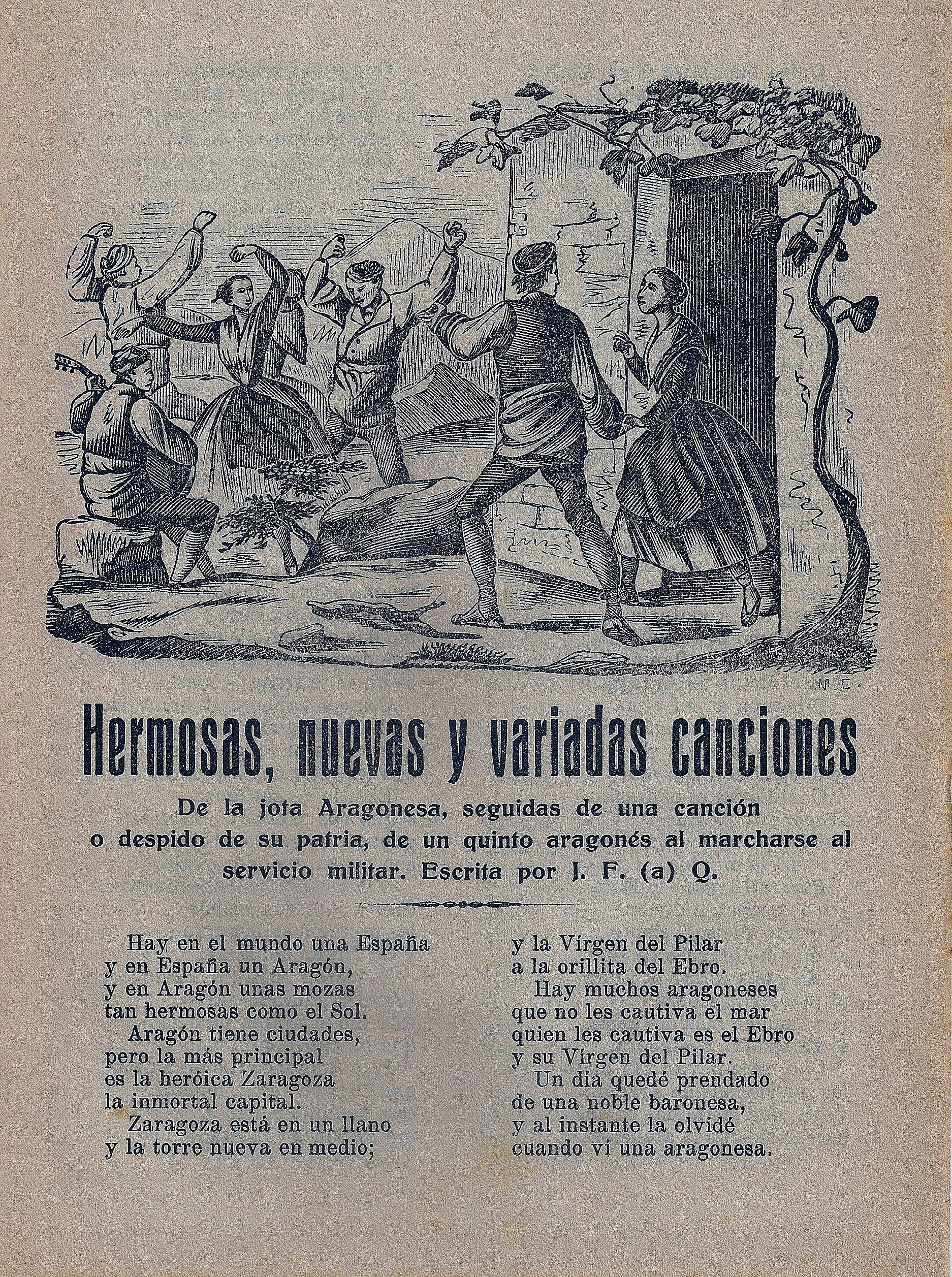
Un dels reculls de cançons escrits per Josep Ferré, Queri

Un passatge de la ciutat porta el seu nom

## Obres[1]

### Relacions
- Gran història de un pollí, burro, ase, béstia y animal, y mol desgraciat per una petita ilusió (1867)
- Romanso nou, més nou que els vells, de un combat que varen tenir un lleó y un grill (1860)
- Hassanyas y maravillas de una pussa (1867)
- Historia de un cassadó esplicada per ell mateix (1880)

### Diàlegs
- Diálech entre Serafí y Grandalla (1870)
- Dialech estrambótich entre una criada molt ben criada y un soldat de tropa : fet amb una cassola bastant magre sinó que hi ha greix per les vores (1885)
- Los Fástichs : desesperat festeig entre un fadrí y una donzella (1880)
- La Guerra: conversa entre dos soldats, un aragonés baturro y un catalá de Riudecanyas: lo cas passa en lo mes de Mars del any 1898, en una cantina de Guantánamo en la Isla de Cuba (1898)
- Lo sereno i'l borracho (1880)
- La Paula te unas mitjas (1880)

### Joguines
- Una Pescateria: relació divertida de chistes, rahons y barallas de lo que passa en ella la major part dels dias (1875)
- Un Sarau de carnaval (1877)
- Juguet nou, en catalá y en vers titulat Aventuras de un papé (1878)
- Una Nit de llamps i trons: pessa en un acte y escrita en vers (1880)
- Qui no té, y vol mal gastá sempre té de cavilá (1886)
- Lo jayu de Reus (1860)

### Cobles
- Coplas novas, humorísticas y epigramáticas seguit de unas endevinallas modernas extretas de lletras del abecedari (1867)
- Novas coplas humorísticas, epigramáticas i tranquilas (1880)

### Sarsueles
- La Mistaira: juguet lírich catalá . Música de Francesc Vidal (1857)
- El Barbé. La música i propietat de Francesc Vidal. (1858)